# George Dockrell
George Shannon Dockrell (22 ottobre 1886 – 23 dicembre 1924) è stato un nuotatore britannico.
Ha fatto parte dell'Gran Bretagna, che ha partecipato, ai Giochi di Londra 1908, alla gara dei 100m stile libero.
Era lo zio dei nuotatori olimpici Hayes e Marguerite Dockrell.